# Carlo Pusterla
Carlo Pusterla (bl. 1900er und 1910er-Jahre) war ein italienischer Motorradrennfahrer und Radsportler.

## Werdegang
Pusterla zählt zu den Pionieren des Motorradsports in Italien. Im Jahr 1906 siegte er auf Triumph beim Rennen Mailand–Varese–Brunate. Ebenfalls 1906 nahm er am Radrennen Giro di Lombardia teil.
Im Jahr 1911 gewann Pusterla in der Halbliterklasse auf Triumph die erstmals ausgetragene Italienische Motorradmeisterschaft. Die Titel wurden vom im April 1911 gegründeten Moto Club d’Italia in einem Einzelrennen am 8. Oktober 1911 vergeben. Die Strecke führte über 315 km von Mailand nach Aprica und zurück über Sesto San Giovanni, Lecco, Colico, Sondrio, den Passo dell’Aprica, Edolo, Lovere, Bergamo und Crescenzago. Am Renntag herrschten schwierige Wettbedingungen, die Pisten waren regennass und es kam zu einer Reihe von Unfällen. Von den 21 gestarteten Fahrern in den beiden Klassen (⅓ l/334 cm³ und ½ l/500 cm³) erreichten neun das Ziel. Pusterla meisterte die Strecke in 7 Stunden, 12 Minuten und 33 Sekunden, was einer Durchschnittsgeschwindigkeit von 43,51 km/h entspricht. Zweiter wurde Giuseppe Galbai auf NSU, Dritter Vittorio Carones auf Borgo. Eine Woche nach dem Rennen wurden alle Teilnehmer auf der Piazza Duomo in Mailand geehrt.
Im folgenden Jahr wurde Pusterla Vierter der Halbliterklasse der Italienischen Motorradmeisterschaft.

## Erfolge
- 1911 – Italienischer ½-Liter-Meister auf Triumph